# Rancho Boca de la Cañada del Pinole
El Rancho Boca de la Cañada del Pinole fue una concesión de tierra mexicana de 13,316 acres (53.89 km²) en el actual condado de Contra Costa, California, otorgada en 1842 por el gobernador Juan Alvarado a María Manuela Valencia. El rancho estaba ubicado entre las actuales ciudades de Martinez, Pleasant Hill, Orinda y Lafayette.

## Historia
Felipe Santiago Briones (1790-1840) era un soldado en el Presidio de San Francisco. Se casó con María Manuela Valencia en 1810. El hermano de María Valencia, Candelario Valencia, era el concesionario del Rancho Acalanes. En 1829, Briones y su familia se asentaron en las tierras de El Pinole, construyeron una casa (cerca de lo que ahora es el área de Bear Creek Staging), y en 1839, solicitaron una concesión de El Pinole. Cuando Felipe Briones fue asesinado en 1840, su viuda, María Manuela Valencia, solicitó la concesión de tierras a su nombre. En 1842, el gobernador Alvarado otorgó una concesión de tres leguas cuadradas del rancho Boca de la Cañada del Pinole a María Manuela, y una concesión de cuatro leguas cuadradas del rancho El Pinole a Ygnacio Martínez.
Con la cesión mexicana de California a los Estados Unidos después de la guerra mexicano-estadounidense, el Tratado de Guadalupe Hidalgo de 1848 dispuso que las concesiones de tierras fueran respetadas. Según lo requerido por la Ley de Tierras de 1851, en 1852 se presentó una reclamación ante la Comisión de Tierras Públicas, y la concesión fue patentada a favor de María Manuela Valencia en 1878.
En 1870, la familia Briones vendió sus tierras a Simón y Elías Blum, quienes desarrollaron huertas y cultivaron frutas.
En 1909, la Peoples' Water Company, precursora del Distrito de Servicios Municipales de East Bay, compró el terreno para la cuenca. El cercano Embalse de Briones se construyó en 1964. El Distrito de Parques Regionales de East Bay posteriormente adquirió Briones e inauguró el Parque Regional de Briones de 6,117 acres (24.75 km²) en 1967.